# Raymond Benoist
Pour les articles homonymes, voir Benoist.
Raymond Benoist, né le 10 juin 1881 à Vendresse (Ardennes) et mort le 17 janvier 1970 à Bois-le-Roi, est un botaniste français.

## Biographie
Il effectue ses études de botaniques à Paris, et soutient sa thèse en 1912, Recherches sur la structure et la classification des Acanthacées de la tribu des Barlériées. Il est alors mandaté pour mener des études sur les forêts en Guyane, en 1913-1914.
Après avoir servi comme infirmier durant la première Guerre mondiale et après un premier passage au Maroc où il réalise quelques observations botaniques dans le moyen Atlas, il entre au Muséum national d'histoire naturelle. Il retourne au Maroc en 1928, pour le compte de l'Institut scientifique chérifien.
En 1929, il est détaché auprès du Ministère des affaires étrangères pour une mission en Équateur, où il enseigne à l'université de Quito, tout en réalisant de nombreuses études sur la flore andine, qui donneront lieu à plusieurs publications. En 1933, il est nommé sous-directeur du laboratoire de phanérogamie du Muséum. Mais les décrets de Vichy portant sur le rajeunissement des cadres entraînent sa mise à la retraite en 1942. Il poursuit tout de même ses travaux, qui lui valent, à la Libération, d'être nommé maître de recherche au CNRS, puis directeur du service de botanique de l'Institut de recherche scientifique de Madagascar, rattaché à l'Office de la recherche scientifique et technique outre-mer (ORSTOM, devenu l'Institut de recherche pour le développement - IRD). Il passe deux années à Tananarive, travaillant sur les espèces malgaches. En 1952, à 71 ans, il est de retour en France, où il poursuit ses travaux, notamment sur les Acanthacées, publiant notamment plusieurs articles sur les Acanthacées de Madagascar.
Membre de la Société botanique de France dès ses études, en 1908, il en devient le président en 1947.

## Prix, récompenses et honneurs
Décoré de la Croix de Guerre 14-18, il est fait chevalier de la Légion d'honneur en 1935. Il est également décoré de l'Instruction publique et de la Médaille coloniale.
Il a obtenu le Prix de Coincy (Société botanique de France)[Quand ?][réf. nécessaire] et la médaille d'argent de la Société nationale d'acclimatation.
Trois plantes ont été nommées en son honneur :
- Benoistia Perrieri, une euphorbiacée, décrite en 1938 par Henri Perrier de La Bâthie et Jacques Léandri[7]
- Benoicanthus Heine, une acanthacée, décrite en 1968 par H. Heine et A. Raynal[8]
- Benoistia Sambiranensis,  découverte au Domaine du Sambirano, décrite par Henri Perrier de La Bâthie en 1909[9].

## Publications
- Descriptions de nouvelles acanthacées malgaches, Extrait des Notulae systematicae, T. 9. Fasc. 4, éd. Muséum national d'histoire naturelle, Paris, 1943
- Avec Rémy Perrier, Lucien Berland,  La Faune de la France, éd. Delagrave , Paris, 1940.
- Flore de Madagascar et des Comores Famille 182, T. 1, éd. Muséum national d'histoire naturelle, Paris , 1967
- Hyménoptères mellifères recueillis au Cameroun par MM. P. Lepesme, R. Paulian et A. Villiers, éd. Bulletin de la Société entomologique de France,  1944
- Les Hypoestes africains, T.10 des Notulae systematicae, éd. Museum d'histoire naturelle , Paris, 1943

## Sources
- Jacques Léandri, « Raymond Benoist, 10 juin 1881 - 17 janvier 1970 », Adansonia, Série 2, 10(2) 1970, p. 171-181.
- Jacques Léandri, « Raymond Benoist (1881-1970) », Journal d'agriculture tropicale et de botanique appliquée, Vol. 17, nos 7-9, juillet-août-septembre 1970. pp. 346-347.
- Philippe Jaussaud, Édouard-Raoul Brygoo, Du Jardin au Muséum en 516 biographies, 2004, p. 66-67.
- Bibliothèque nationale de France Fiche Raymond Benoist (1881-1970)